# Paul White, Baron Hanningfield
Paul Edward Winston White, Baron Hanningfield, DL (* 16. September 1940 in Chelmsford; † 20. Oktober 2024) war ein unabhängiger (Non-Affiliated) britischer Politiker. Zuvor war er bis Anfang 2010 Mitglied der Conservative Party.

## Leben und Karriere
White wurde am 16. September 1940 als Sohn von Edward Ernest William White und Irene Joyce Gertrude Williamson geboren. Er besuchte die King Edward VI Grammar School in Chelmsford und erhielt ein Stipendium, die Nuffield Scholarship for Agriculture.
Er war 1962 Vorsitzender (Chairman) der Chelmsford Young Farmers, im gleichen Jahr wurde er Mitglied der örtlichen Exekutive der Conservative Party. 
White war von 1998 bis 1999 und von 2001 bis 2010 Leader des Essex County Council, in den er 1970 zum ersten Mal gewählt wurde, dort leitete er von 2001 bis 2010 auch die Gruppe der Tories. Dort war er von 1973 bis 1998 Vorsitzender (Chairman) für Bildung, sowie von 1989 bis 1992 Vorsitzender.
Er war von 1981 bis 1997 Mitglied der Association of County Councils und von 1995 bis 1997 deren Vorsitzender (Leader). Von 1989 bis 1993 war er dort Vorsitzender des Education Committee.
Er war von 1990 bis 1992 Vorsitzender (Chair) des Council of Local Education Authorities (CLEA), sowie von 1992 bis 1997 beim Eastern Region Further Education Funding Council. 
Von 1997 bis 2001 war er stellvertretender Vorsitzender (Deputy Chair) und Conservative Group Leader der Local Government Association. Seit 2001 war er Vorsitzender und Mitbegründer des Localis Think Tank. Hanningfield war außerdem Mitglied des Court der University of Essex und Deputy Lieutenant von Essex seit 1991.
White war Mitglied mehrerer internationaler Körperschaften. Von 1990 bis 2005 war er Präsident der Assembly of European Regions Sub-Commission. (EU Committee of the Regions: Leader, Conservative Group, UK Delegation -2005)
Von 1998 bis 2005 war er Vorsitzender der Enlargement Group und von 2002 bis 2005 beim Bulgarian Joint Consultative Committee. Von 1998 bis 2000 war er Vizepräsident (Vice-President) der Commission on Transport and the Information Society. Seit 2007 war er Mitglied des Board beim Commonwealth Local Government Forum.
Er war Mitglied des Boards der Conservative Party und Direktor (Governor) der Brentwood School.

## Mitgliedschaft im House of Lords
White wurde am 31. Juli 1998 zum Life Peer als Baron Hanningfield, of Chelmsford in the County of Essex ernannt. Seine Antrittsrede im House of Lords hielt er am 30. November 1998.
Als seine politischen Interessen gibt er Bildung, Transport und Infrastruktur, das Agrarwesen, Außenpolitik, Verfassungsfragen und Kommunalpolitik an.
Von 2003 bis 2007 war White Whip der Opposition. Er war Oppositionssprecher für das Büro des stellvertretenden Premierministers für Gemeinden und lokale Verwaltung ebenfalls von 2003 bis 2007, für Bildung und Fähigkeiten von 2004 bis 2005, für Transport von 2005 bis 2009 und für Innovation und Fähigkeiten von 2009 bis 2010.
Zuletzt meldete er sich am 4. Februar 2010 House of Lords zu Wort. An einer Abstimmung nahm er zuletzt am 28. Juli 2010 teil.
Am 5. Februar 2010 wurde bekannt gegeben, dass er Straftaten unter Sektion 17 des Theft Act beschuldigt wurde, die in Verbindung mit fälschlich bezogenen Aufwendungen für Übernachtungen in Verbindung stehen. 
Er trat sofort als Sprecher der Opposition für Kommunen, kommunale Verwaltung und Transport zurück. Später an dem Tag trat er als Vorsitzender des Essex County Council zurück. Die Conservative Party suspendierte seine Mitgliedschaft.
Am 27. Mai 2010 erschienen White, Jim Devine, Elliot Morley und David Chaytor vor dem Southwark Crown Court für eine Vorverhandlung. Im Juli 2011 wurde er zu einer Haftstrafe verurteilt und kam im September desselben Jahres vorzeitig frei.
- Sitzungsperiode 1997 / 1998: 12* Tage
- Sitzungsperiode 1. April 2001 bis 31. März 2002: 68 Tage
- Sitzungsperiode 1. April 2002 bis 31. März 2003: 95 Tage
- Sitzungsperiode 1. April 2003 bis 31. März 2004: 94 Tage
- Sitzungsperiode 1. April 2004 bis 31. März 2005: 129 Tage
- Sitzungsperiode 1. April 2005 bis 31. März 2006: 107 Tage
- Sitzungsperiode 1. April 2006 bis 31. März 2007: 110 Tage
- Sitzungsperiode 1. April 2007 bis 31. März 2008: 107 Tage
- Sitzungsperiode 1. April 2008 bis 31. März 2009: 102 Tage
- Sitzungsperiode 1. April 2009 bis 31. März 2010: 44 Tage
- Sitzungsperiode 1. April 2010 bis 30. Juni 2010: 17 Tage
- Sitzungsperiode 1. Juli 2010 bis 30. September 2010: 8 Tage
- Sitzungsperiode 1. Oktober 2010 bis 31. Dezember 2010: 13 Tage
- Sitzungsperiode 1. Januar 2011 bis 31. März 2011: 15 Tage
- April 2011: 5 Tage (von 7)
- Mai 2011: 2 Tage (von 15)
- Juni 2011: 0 Tage (von 17)
- Juli 2011: 0 Tage (von 13)
- August 2011: 0 Tage (von 1)
- September 2011: 0 Tage (von 8)
- Oktober 2011: 0 Tage (von 18)
- November 2011: 0 Tage (von 18)
- Dezember 2011: 0 Tage (von 13)
- Januar 2012: 0 Tage (von 14)
- Februar 2012: 0 Tage (von 14)
- März 2012: 0 Tage (von 17)
- April 2012: 4 Tage (von 5)
- Mai 2012: 10 Tage (von 13)
- Juni 2012: 12 Tage (von 13)

Seine Anwesenheit bei Sitzungstagen liegt im Zeitraum seit 2001 bis zur Suspendierung im Juli 2011 im mittleren bis unregelmäßigen Bereich. Seit diese im Mai 2012 endete, war er regelmäßig anwesend.

## Ehrungen
Am 18. März 2009 wurde er von der Countryside Alliance mit dem Rural Vision 2009 Award für seine Arbeit zum Schutz und zur Förderung der ländlichen Gemeinden ausgezeichnet. Die Alliance war der Meinung, dass sein Engagement und seine Führung in Themenbereichen, wie dem Einsatz gegen eine zweite Landebahn in Stansted, zeige, dass er ein Politiker mit Naturschutzinteressen sei.

## Tod
White starb am 20. Oktober 2024 im Alter von 84 Jahren.